# Peujard
Peujard – miejscowość i gmina we Francji, w regionie Nowa Akwitania, w departamencie Żyronda.
Według danych na rok 1990 gminę zamieszkiwało 1039 osób, a gęstość zaludnienia wynosiła 95 osób/km² (wśród 2290 gmin Akwitanii Peujard plasuje się na 413. miejscu pod względem liczby ludności, natomiast pod względem powierzchni na miejscu 1001.).